# Психологічна драма

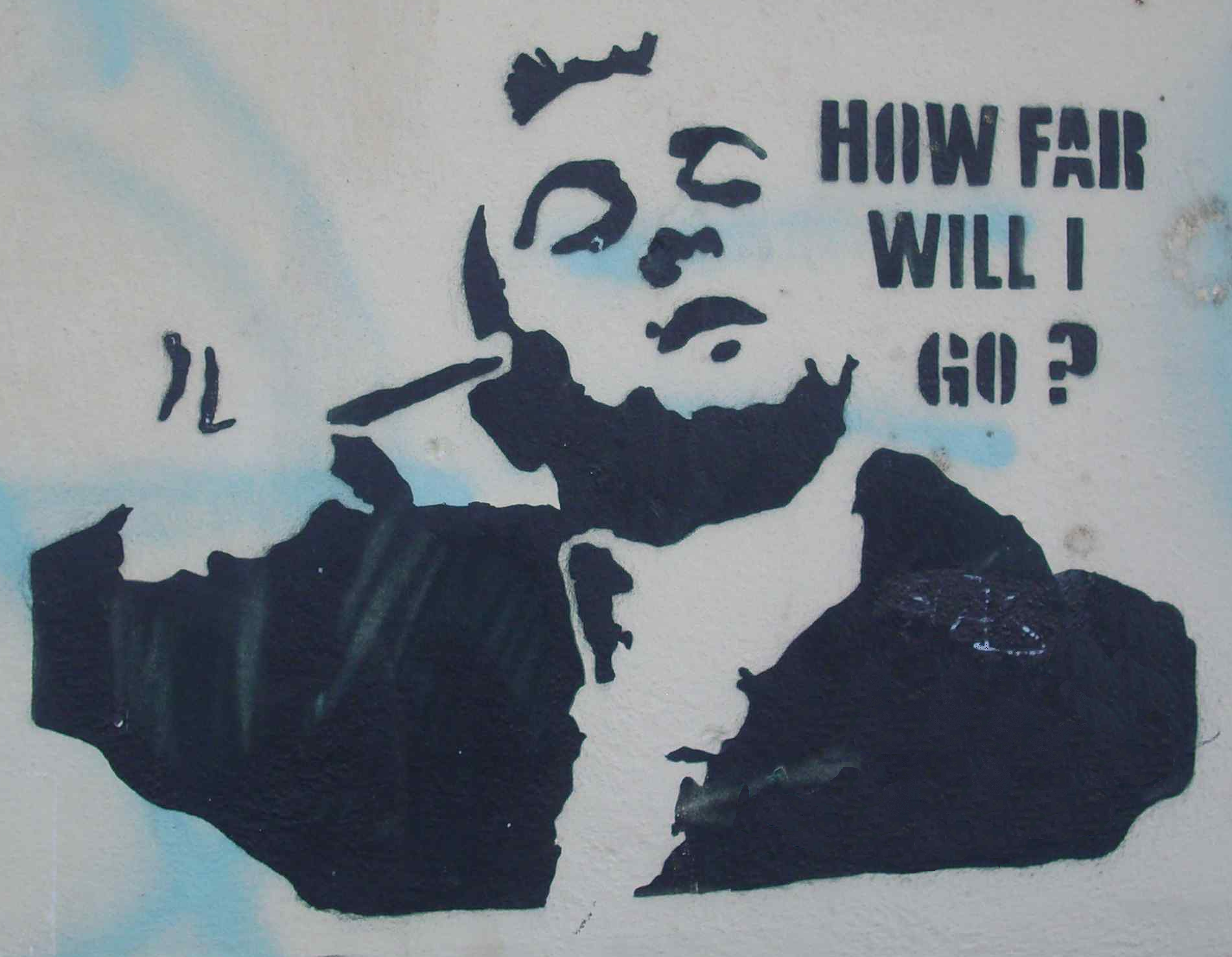
Одним з прикладів психологічної драми в кіно є стрічка «Таксист», знята Мартіном Скорсезе 1976 року з Робертом Де Ніро та Джоді Фостер у головних ролях. На фото — графіті з персонажем де Ніро, таксистом, що, приставивши пальці до скроні у вигляді пістолета, питає: «Як далеко я зайду?»

Психологі́чна дра́ма — це піджанр драми, який приділяє увагу психологічним елементам. Він часто збігається з іншими жанрами, такими як кримінал, фентезі, чорна комедія та наукова фантастика, а також він тісно пов'язаний з психологічним горором і психологічним трилером. Психологічні драми використовують тропи цих жанрів, щоб зосередити увагу на стані людини та психологічних ефектах, зазвичай у зрілому та серйозному тоні.
Психологічні драми досліджують такі тематичні елементи, як покинутість, проблеми дорослішання, заперечення, інвалідність, дисфункціональні відносини, людську сексуальність, психічні розлади, перепади настрою, дивну поведінку, ПТСР, психологічне насильство, соціальні проблеми та інші серйозні суспільні питання, які висвітлюються за допомогою персонажів.
Відмінність «драми» від «психологічної драми» полягає в тому, що в останній сценарій більше зосереджений на психологічному характері героїв і загалом на екзистенціалізмі, а не на самому контексті наративу. Отже, кінець не обов'язково трагічний: головний герой може сумніватися в собі й іноді долати свої інтимні проблеми. Можна дуже чітко відрізнити психологічну драму від драматичної комедії, оскільки в ній немає місця (або дуже мало) гумору.